# Органические бораты
Органические бораты (или борные эфиры) — борорганические соединения, сложные эфиры борной кислоты с общей формулой (RO)3B, где R — углеводородный радикал.

## Получение
- из борной кислоты и спирта в присутствии кислого катализатора (например, нагреванием смеси в присутствии H2SO4):

{\displaystyle {\mathsf {H_{3}BO_{3}+3ROH\rightarrow (RO)_{3}B+3H_{2}O}}}
- из алкоголятов (фенолятов) и галогенидов бора.

## Свойства
Органические бораты — весьма летучие жидкости. Пламя при горении имеет зелёный цвет. Это свойство используют в аналитической химии для определения присутствия борной кислоты. Интересной особенностью органических боратов является то, что это пламя имеет низкую температуру (около 30°С), поэтому в него можно вносить руку без сильного риска обжечься. Разумеется, делать это нужно осторожно (ведь чаще всего поджигают спиртовой раствор, а спирт сгорает с выделением значительного количества теплоты) — и только в зелёную его часть, то есть туда, где горит сам борат.
Поскольку бор является кислотой Льюиса (имеет незаполненную электронную орбиталь валентного уровня), бораты способны присоединять нуклеофильные реагенты, образуя четырёхзамещённый анион (тетраалкилборат), имеющий тетраэдрическое строение.
Особенно легко такие реакции идут с многоатомными спиртами — этиленгликолем и глицерином, а также с другими соединениями, содержащими две соседних гидроксильных группы в цис-положении. Такие ионы имеют комплексное строение (боратные комплексы).
В реакции борной кислоты с глицерином образуется сильная кислота, анион которой имеет название бис-этиленборат. Поскольку она сильнее борной, это применяется при определении последней. Также реакция имеет важное значение при определении конфигурации сахаров.
Как и эфиры других минеральных кислот, гидролизуются водными растворами щелочей.